# Normalspår

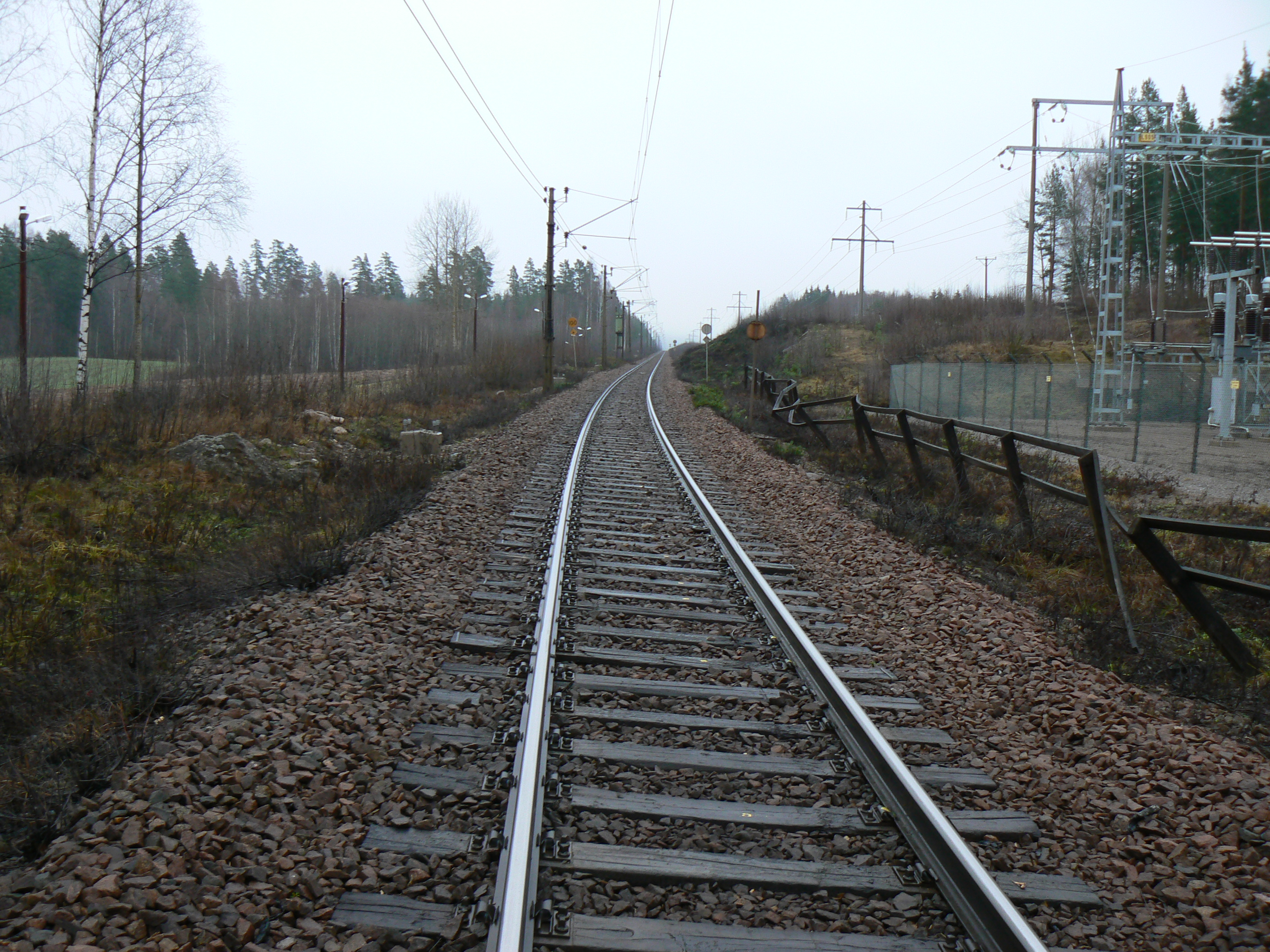
Normalspår (Bergslagsbanan i Sverige

Normalspår kallas den standardiserade spårvidden för järnvägar med avståndet 1 435 millimeter mellan innersidorna på rälerna.
När järnvägarna började byggas var en av de stora frågorna vilken spårvidd som skulle användas. Anledningen till det udda talet 1 435 är att Storbritannien ursprungligen, och mest av en slump, hade 4 fot och 8 tum (1 422 mm) som standardspårvidd. Med tiden visade det sig att lok och vagnar gick bättre om man flyttade isär rälerna ytterligare en halv tum så den nya standarden blev 4 fot och 8 1/2 tum. Detta motsvarar 1 435 mm.

## Utbredning
För närvarande är 60 procent av alla järnvägsspår i världen normalspår.[när?] Kina, Nordamerika och största delen av Europa har normalspår. Järnvägarna i Europa är sammanbundna och Sveriges järnvägar är en del av detta sammanhängande system. Tack vare detta har Europa internationella förbindelser med tåg och har haft detta i många år.
Följande områden ingår i det sammanhängande europeiska järnvägssystemet: Sverige, Tyskland, Belgien, Nederländerna, Storbritannien, Nordmakedonien, Danmark, Ungern, Österrike, Norge, Rumänien, Luxemburg, Serbien, Montenegro, Schweiz, Slovenien, Monaco, Polen, Italien, Tjeckien, Slovakien, Bosnien och Hercegovina, Vatikanstaten, Liechtenstein, Kroatien, Grekland, Bulgarien, Frankrike och Turkiet.
Spaniens höghastighetsnät byggs idag ut med normalspåriga linjer, och den 7 januari 2013 kopplades det samman med det sammanhängande europeiska järnvägssystemet.
Sedan mars 2019 är det turkiska normalspårsnätet sammanhängande efter att en järnvägstunnel under Bosporen (Marmaray) färdigställts. Av Turkiets grannländer finns fasta normalspårsförbindelser med Libanon, Syrien, Irak och via färja i Turkiet över Vansjön till Iran. Stora delar av detta system byggdes under tiden för det Osmanska riket, så även Israels normalspårssystem som idag dock är isolerat från sina grannländer och således även isolerar Egyptens normalspårsnät från det europeiska. Marocko, Algeriet och Tunisien har normalspår men saknar förbindelser till det europeiska. 
Kina har ett stort normalspårssystem, som dock bara kan nås genom det rysk/kazakiska bredspårssystemet. Planer finns att bygga en linje till Pakistan. Pakistan som idag har indisk typ av bredspår skulle då kunna smala in eller dubbla sin spårvidd och därmed ytterst bilda en sammanhållen normalspårslänk mellan Europa och Kina. Planer finns också på en normalspårlinje från Kina via Laos, Thailand, Malaysia till Singapore.
I Japan har Shinkansen och ett antal lokala järnvägsnät i storstadsområdena normalspår.